# 松本尚樹
松本 尚樹（まつもと なおき、1970年9月11日 - ）は、和歌山県和歌山市出身の元プロ野球選手（内野手）。右投左打。現在は千葉ロッテマリーンズ球団本部長。

## 来歴・人物
市立和歌山商業高では3年時は投手、卒業後に社会人野球・住友金属入り。新人の1989年に日本選手権では高卒同期入社の尾山敦が力投し、決勝では優勝を決めるサヨナラ安打を放つ。1993年の全日本アマチュア野球王座決定戦ではMVPに輝き（同年は社会人ベストナイン・二塁手部門にも選出）、1994年のアジア大会（広島）では優勝メンバーとして名を連ねた。
1995年のドラフト5位指名で千葉ロッテマリーンズに入団。ガッツ溢れるプレーで主に代打・守備固め要員として起用されることが多かったが、チーム事情からスタメンに名を連ねることもあった。1999年6月に苗字と同じ長野県松本市にある松本市野球場で行われた日本ハムとの二連戦ではホームラン（第1戦）、勝ち越しタイムリー（第2戦）と大活躍。ヒーローインタビューで「松本が松本でやりました!!!」「名字と同じ松本という土地がヒットを打たせてくれました」と語った松本はその遠征からの帰途につく直前、松本市から特別表彰された。
その後は故障などもあって2001年シーズン限りで現役を引退。
翌2002年からはロッテ球団の関西地区スカウトに就任。後に主力選手となる今江敏晃、西岡剛、久保康友などの入団に尽力した。そのためか西岡の個人応援歌は初期だと松本のものを流用していた（原曲はロシア民謡のカチューシャ）。
2006年からは肩書が「スカウティングスーパーバイザー」となった。2016年から球団本部長補佐に就任。2018年から球団本部長に就任。

## 詳細情報

### 年度別打撃成績
| 年 度     | 球 団     | 試 合 | 打 席 | 打 数 | 得 点 | 安 打 | 二 塁 打 | 三 塁 打 | 本 塁 打 | 塁 打 | 打 点 | 盗 塁 | 盗 塁 死 | 犠 打 | 犠 飛 | 四 球 | 敬 遠 | 死 球 | 三 振 | 併 殺 打 | 打 率 | 出 塁 率 | 長 打 率 | O P S |
| --------- | --------- | ----- | ----- | ----- | ----- | ----- | -------- | -------- | -------- | ----- | ----- | ----- | -------- | ----- | ----- | ----- | ----- | ----- | ----- | -------- | ----- | -------- | -------- | ----- |
| 1996      | ロッテ    | 26    | 44    | 42    | 5     | 13    | 1        | 0        | 0        | 14    | 2     | 0     | 0        | 2     | 0     | 0     | 0     | 0     | 6     | 0        | .310  | .310     | .333     | .643  |
| 1997      | ロッテ    | 53    | 131   | 122   | 11    | 33    | 5        | 2        | 0        | 42    | 7     | 2     | 2        | 3     | 0     | 6     | 0     | 0     | 6     | 1        | .270  | .305     | .344     | .649  |
| 1998      | ロッテ    | 85    | 181   | 165   | 19    | 46    | 6        | 4        | 2        | 66    | 13    | 1     | 0        | 6     | 0     | 8     | 0     | 2     | 16    | 3        | .279  | .320     | .400     | .720  |
| 1999      | ロッテ    | 58    | 115   | 100   | 15    | 24    | 3        | 1        | 1        | 32    | 8     | 1     | 0        | 2     | 0     | 11    | 0     | 2     | 5     | 3        | .240  | .327     | .320     | .647  |
| 2000      | ロッテ    | 20    | 24    | 23    | 3     | 5     | 1        | 0        | 0        | 6     | 0     | 0     | 0        | 0     | 0     | 1     | 0     | 0     | 4     | 1        | .217  | .250     | .261     | .511  |
| 2001      | ロッテ    | 26    | 54    | 50    | 9     | 13    | 1        | 0        | 1        | 17    | 1     | 0     | 0        | 1     | 0     | 3     | 0     | 0     | 4     | 0        | .260  | .302     | .340     | .642  |
| 通算：6年 | 通算：6年 | 268   | 549   | 502   | 62    | 134   | 17       | 7        | 4        | 177   | 31    | 4     | 2        | 14    | 0     | 29    | 0     | 4     | 41    | 8        | .267  | .312     | .353     | .665  |

### 記録
- 初出場：1996年7月28日、対西武ライオンズ17回戦（西武ライオンズ球場）、9回表に南渕時高の代走として出場
- 初安打：1996年7月30日、対近鉄バファローズ14回戦（藤井寺球場）、8回表に久保康生から
- 初先発出場：1996年8月11日、対近鉄バファローズ18回戦（千葉マリンスタジアム）、9番・指名打者として先発出場
- 初打点：1996年9月8日、対オリックス・ブルーウェーブ22回戦（グリーンスタジアム神戸）、8回表に鈴木平から
- 初盗塁：1997年6月13日、対オリックス・ブルーウェーブ10回戦（グリーンスタジアム神戸）、2回表に二盗（投手：ウィリー・フレーザー、捕手：中嶋聡）
- 初本塁打：1998年8月9日、対近鉄バファローズ17回戦（千葉マリンスタジアム）、9回裏に大塚晶文からソロ

### 背番号
- 25 （1996年 - 2001年）